# دریل (بدخشان)
دریل (به لاتین: Drel) یک منطقهٔ مسکونی در افغانستان است که در ولسوالی خواهان واقع شده‌است.